# 海田町
海田町（日语：／ Kaita chō */?）是位于廣島縣西南部的町，隸屬於安藝郡。全境被日之浦山、洞所山、金燈籠山所環繞，瀨野川流經中央地區，西側臨海田灣，海岸周邊則是以围垦形成的土地。由於陸上自衛隊第13旅團司令部設於此處，以及周邊地區設有大量馬自達工廠，因此當地產業以與這兩者相關的產業為主。

## 人口
| 海田町人口分布圖 |                                               |  |
| 海田町與日本全國年齡別人口分布比較圖 （2005年資料） | 海田町的年齡、男女別人口分布圖 （2005年資料） |  |
| ■紫色是海田町 ■綠色是全国 | ■藍色是男性 ■紅色是女性                       |  |
| 海田町人口變化 \| 1970年 \| 24,651人 \| \| \| 1975年 \| 28,755人 \| \| \| 1980年 \| 29,934人 \| \| \| 1985年 \| 30,633人 \| \| \| 1990年 \| 30,744人 \| \| \| 1995年 \| 30,047人 \| \| \| 2000年 \| 30,042人 \| \| \| 2005年 \| 29,137人 \| \| \| 2010年 \| 28,475人 \| \| \| 2015年 \| 28,667人 \| \| \| 2020年 \| 29,636人 \| \| |                                               |  |
| 資料來源：日本總務省統計中心提供之人口普查數據 |                                               |  |
| 1970年 | 24,651人                                      |  |
| 1975年 | 28,755人                                      |  |
| 1980年 | 29,934人                                      |  |
| 1985年 | 30,633人                                      |  |
| 1990年 | 30,744人                                      |  |
| 1995年 | 30,047人                                      |  |
| 2000年 | 30,042人                                      |  |
| 2005年 | 29,137人                                      |  |
| 2010年 | 28,475人                                      |  |
| 2015年 | 28,667人                                      |  |
| 2020年 | 29,636人                                      |  |

## 歷史
在江戶時代，曾經因為是西國街道的宿場町而繁榮。過去曾經是安藝郡的中心，安藝郡役所亦設於此。
在1956年海田町成立之初，總人口約12,000人，由於成為廣島市的通勤城市，人口開始快速增加；至1960年代人口突破兩萬人，1981年突破三萬，但因為可居住面積有限，因此人口未繼續成長。
也因為鄰近廣島市，曾經討論過是否併入廣島市的議題，但因為轄內設有陸上自衛隊第13旅團司令部以及大量馬自達相關的企業、工廠，為町內帶來大量固定的基地交付金、法人稅金的收入，因此合併意願始終不高。

### 沿革
- 1889年4月1日：實施町村制，現在的轄區在當時分屬：安藝郡海田市町和奧海田村。
- 1952年6月1日：奧海田村改制並改名為東海田町。
- 1956年9月30日：海田市町和東海田町合併為海田町。

### 變遷表
| 1889年4月1日 | 1889年 - 1926年 | 1926年 - 1954年                   | 1955年 - 1989年      | 1989年 - 現在        | 現在                 |
| ------------ | --------------- | --------------------------------- | -------------------- | -------------------- | -------------------- |
| 海田市町     | 海田市町        | 海田市町                          | 1956年9月30日 海田町 | 1956年9月30日 海田町 | 1956年9月30日 海田町 |
| 奧海田村     | 奧海田村        | 1952年6月1日 改名並改制為東海田町 | 1956年9月30日 海田町 | 1956年9月30日 海田町 | 1956年9月30日 海田町 |

## 交通
位於廣島都會區東部地區的交通中心，多條主要道路在此交會，交會點稱為「大正交差點」，由於尖峰時間經常塞車，在路況資訊上為重點地區。

### 鐵路
- 西日本旅客鐵道
  - 山陽本線：海田市車站
  - 吳線：海田市車站
  - 山陽新幹線：通過町內轄區，但未設有車站。

## 觀光資源
- 千葉家書院、庭園
- 西國街道海田市宿街道
- 熊野神社夏祭、秋祭

## 教育

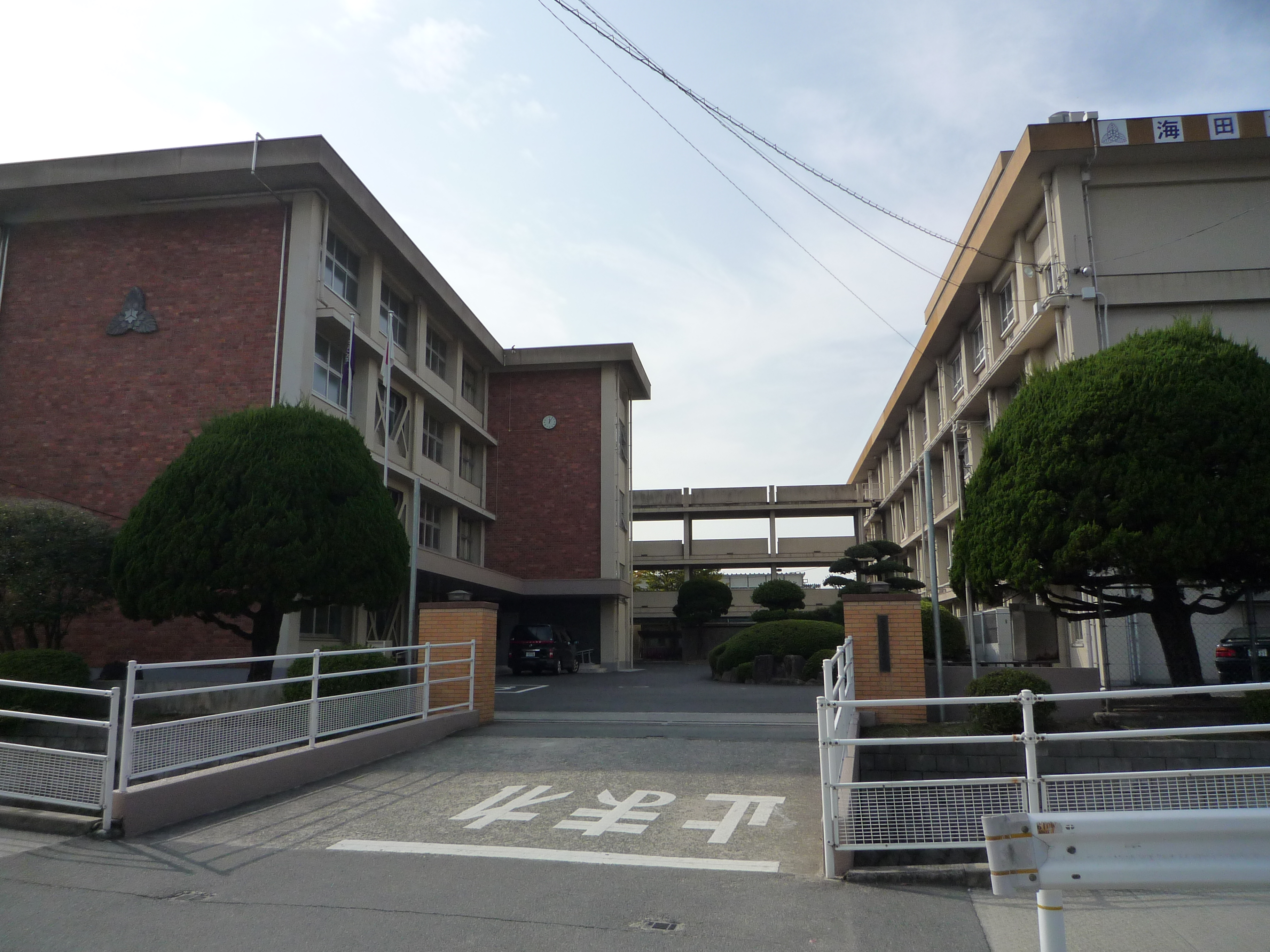
廣島縣立海田高等學校

### 高等學校
- 廣島縣立海田高等學校
- 廣島國際學院高等學校
- 東海大學附屬望星高等學校

## 本地出身之名人
- 織田幹雄：田徑三段跳選手、亞洲第一位奧運會個人金牌得主
- 秦逸三：科學家，日本第一個製造出嫘縈者。
- 後原富：前職業棒球選手
- 大下剛史：前職業棒球選手、教練
- 三村敏之：前職業棒球選手、教練
- 大松伸司：藝人
- うえむらちか：女演員

## 外部連結
- （简体中文） 海田町官方網頁